# Eleccions legislatives russes de 1993
Les Eleccions legislatives russes de 1993 es van celebrar el 12 de desembre, les primeres a la Rússia postsoviètica i l'única vegada al Consell de la Federació. Aquestes es van produir després de la Crisi constitucional del mateix any, en la qual es va imposar la facció del President Boris Ieltsin, dissolent en conseqüència el Soviet Suprem i convocant tant a les eleccions legislatives com al referèndum constitucional.

## Sistema electoral
La nova llei electoral aprovada per a les eleccions a la Duma de 1993 estipulava que la meitat dels 450 membres eren elegits per un sistema de llistes de partit de representació proporcional, i l'altra meitat eren elegits com a representants individuals dels districtes uninominals. Així, cada votant rus va rebre dues paperetes diferents. La votació de representació proporcional requeria que cada elector avalés una organització electoral o votés en contra de tots ells. Per contra, la votació de districte uninominal requeria que l'elector avalés una persona, l'afiliació del qual, si n'hi hagués, no es podia indicar a la papereta.
Per presentar una llista de candidats a la votació de representació proporcional, un partit o organització electoral havia de reunir 100.000 signatures de l'electorat, de les quals no més del 15% podia ser de qualsevol regió o república. El mètode utilitzat per calcular el nombre d'escons guanyats per cada partit va ser el mètode Hare, amb un llindar del 5% dels vots vàlids, inclosos els vots emesos en contra, però excloent les paperetes no vàlides. Per assegurar-se un lloc en la votació de districte uninominal, els candidats havien de reunir les signatures d'almenys l'1% de l'electorat de la circumscripció. El guanyador de cada concurs de districtes uninominals era simplement el candidat amb la pluralitat de vots, independentment del nombre de vots emesos en contra de tots.

## Resultats
|                        |                                         |                     |                     |                     |                   |                   |                   |           |
| Partit                 | Partit                                  | Mètode Proporcional | Mètode Proporcional | Mètode Proporcional | Mètode Uninominal | Mètode Uninominal | Mètode Uninominal | Total     |
| Partit                 | Partit                                  | Vots                | %                   | Escons              | Vots              | %                 | Escons            | Total     |
|                        | Partit Liberal Democràtic de Rússia     | 12 318 562          | 22,92               | 59                  | 1 577 400         | 2,74              | 5                 | 64 / 450  |
|                        | Elecció de Rússia                       | 8 339 345           | 15,52               | 40                  | 3 630 799         | 6,32              | 24                | 64 / 450  |
|                        | Partit Comunista de la Federació Russa  | 6 666 402           | 12,40               | 32                  | 1 848 888         | 3,22              | 10                | 42 / 450  |
|                        | Dones de Rússia                         | 4 369 918           | 8,13                | 21                  | 309 378           | 0,54              | 2                 | 23 / 450  |
|                        | Partit Agrari Rus                       | 4 292 518           | 7,99                | 21                  | 2 877 610         | 5,01              | 16                | 37 / 450  |
|                        | Yavlinsky–Boldyrev–Lukin                | 4 223 219           | 7,86                | 20                  | 1 849 120         | 3,22              | 7                 | 27 / 450  |
|                        | Partit de la Unitat i l'Acord de Rússia | 3 620 035           | 6,73                | 18                  | 1 443 454         | 2,51              | 4                 | 22 / 450  |
|                        | Partit Democràtic de Rússia             | 2 969 533           | 5,52                | 14                  | 1 094 066         | 1,90              | 0                 | 14 / 450  |
|                        | Moviment de Reforma Democràtica Russa   | 2 191 505           | 4,08                | 0                   | 1 083 063         | 1,88              | 5                 | 5 / 450   |
|                        | Unió Cívica                             | 1 038 193           | 1,93                | 0                   | 1 526 115         | 2,65              | 10                | 10 / 450  |
|                        | Futur de Rússia – Nous Noms             | 672 283             | 1,25                | 0                   | 411 426           | 0,72              | 2                 | 2 / 450   |
|                        | Moviment Ecològic-Constructiu "Kedr"    | 406 789             | 0,76                | 0                   | 301 266           | 0,52              | 1                 | 1 / 450   |
|                        | Dignitat i Caritat                      | 375 431             | 0,70                | 0                   | 445 168           | 0,77              | 3                 | 3 / 450   |
|                        | Altres                                  | -                   | -                   | -                   | 377 863           | 0,66              | 0                 | 0 / 450   |
|                        | Independents                            | -                   | -                   | -                   | 25 961 405        | 45,15             | 130               | 130 / 450 |
| Vot contra tots        | Vot contra tots                         | 2 267 963           | 4,22                |                     | 8 509 300         | 14,80             |                   |           |
| Vots invàlids          | Vots invàlids                           |                     |                     |                     | 4 248 927         |                   |                   |           |
| Total                  | Total                                   | 53 751 696          | 100                 | 225                 | 57 495 248        | 100               | 225               | 450       |
| Electorat/Participació | Electorat/Participació                  | 106 170 835         | 50.63               | 50.63               | 106 170 835       | 54.15             | 54.15             | 54.15     |

## Grups parlamentaris
L'ús del sistema mixt per a l'elecció de la Duma va produir un gran nombre de diputats que no estaven afiliats a cap bloc electoral. En unir-se a altres grups parlamentaris o formar grups de diputats independents, podien influir significativament en l'equilibri de poder a la Duma. A més, fruit del gran nombre de partits representats i context polític del país, durant el primer i curt mandat de la Duma va haver-hi una enorme inestabilitat i els números, degut als continus canvis produïts, només es poden donar de manera orientativa.
| Grup                                        | Grup                                        | Líder                | Escons |
| ------------------------------------------- | ------------------------------------------- | -------------------- | ------ |
| Partit Liberal Democràtic de Rússia         | Partit Liberal Democràtic de Rússia         | Vladimir Zhirinovsky | 53–64  |
| Elecció de Rússia                           | Elecció de Rússia                           | Iegor Gaidar         | 47–78  |
| Partit Comunista de la Federació Russa      | Partit Comunista de la Federació Russa      | Gennadi Ziugànov     | 45–47  |
| Dones de Rússia                             | Dones de Rússia                             | Yekaterina Lakhova   | 20–24  |
| Partit Agrari Rus                           | Partit Agrari Rus                           | Mikhail Lapshin      | 50–55  |
| Iàbloko                                     | Iàbloko                                     | Grigory Yavlinsky    | 27–28  |
| Partit de la Unitat i l'Acord de Rússia     | Partit de la Unitat i l'Acord de Rússia     | Sergey Shakhray      | 12–34  |
| Partit Democràtic de Rússia                 | Partit Democràtic de Rússia                 | Nikolay Travkin      | 8–15   |
| Unió Liberal Democràtica del 12 de desembre | Unió Liberal Democràtica del 12 de desembre | Irina Khakamada      | 11–38  |
| Nova Política Regional - Duma-96            | Nova Política Regional - Duma-96            | V. Medvedev          | 30–67  |
| Rússia                                      | Rússia                                      | I. Shichalin         | 34–38  |
| Estabilitat                                 | Estabilitat                                 | A. Leushkin          | 34–40  |
| Camí rus (no registrat)                     | Camí rus (no registrat)                     | Sergei Baburin       | 11–14  |
| Estat fort (Derzhava) (no registrat)        | Estat fort (Derzhava) (no registrat)        | V. Kobelev           | 4–5    |